# 龍三郎シリーズ
龍三郎シリーズ（りゅうざぶろうシリーズ）は、田村由美による漫画のシリーズ名。

## 概要
渋沢龍三郎が、日常の延長線上で家族や友人らと不思議な体験をする物語が多く、ファンタジーの色彩が濃い作品。作品タイトルは「ボクが○○になった理由（ワケ）」「龍三郎、○○する。」形式である。1995年にはドラマCD化された。
「デラックス別冊少女コミック」（小学館）において、1990年7月から2001年8月までの期間で、不定期連載された。

## あらすじ
10歳の小学生・龍三郎は、かつては女優であったと語る、母・蝶子と2人暮らしをしている。蝶子はもと華族であったため、とある高台の屋敷に住んではいるが、倉にある骨董品の売り食いで生計を立てる毎日だった。
ある日、龍三郎が宮川マリエに預かっていた指輪を、蝶子が美術商に売る。しかし、すでに指輪は他人の手に渡り、龍三郎は何とかしてそれを取り戻そうとする。その過程で、刑事・渋沢龍之介と出会い･･･。

## 登場人物
渋沢龍三郎（しぶさわ りゅうざぶろう）声 - 大島一貴
主人公。龍之介と蝶子の長男。わがままな母親のせいで、年齢の割には大人びた考えを持つ。リエちゃんのことが好きで、ケンちゃんとは親友。初恋の相手は、女優の東野ありさ（声 - 白鳥由里）。
渋沢蝶子（しぶさわ ちょうこ）声 - 土井美加
旧姓：尾上で、元華族。かつて女優だったが、人気絶頂の頃に結婚引退した。意地っ張りな性格の反面、心の底では龍之介と子供たちを愛している。美人で面食い。若そうに見えて、30歳を超えている。母親とは対立していたが、姑とは仲が良い。
渋沢龍之介（しぶさわ りゅうのすけ）声 - 井上和彦
刑事。かつて大道具のアルバイトをしていた頃に蝶子と知り合い、彼女と恋に落ちる。蝶子とは1度離婚するが、10年後再婚した。苦労知らずの坊ちゃん育ちらしい。愛妻家で、妻の尻に敷かれている(?)。お人好しな性格。
渋沢玉三郎（しぶさわ たまさぶろう）声 - 氷上恭子
龍三郎より10歳下の弟。名前の由来は、「ケンタ」「マリエ」「リュウーザブロー」から。
宮川マリエ（みやがわ マリエ）& 上野ケン太（うえの けんた）声 - 藤間宇宙（ケン太）
通称リエちゃん&ケンちゃん。2人とも龍三郎の同級生で、しばしば彼と不思議な体験を共にする。
ハリまぐろ
龍三郎のペットで、ハリネズミ。
尾上五右衛門（おのえ ごえもん）
蝶子の父親。昔、妻と娘を置いて放浪の旅に出た発明家。時折孫をこっそり見守っている。楽観的な性格。

## 作品一覧
理由は全て「ワケ」と読む。
- ボクが泥棒になった理由（1990年7月30日号、デラックス別冊少女コミック、小学館）
- パパが泥棒になった理由（1990年9月30日号）
- ボクが王様になった理由（1990年11月30日号）
- ボクが幽霊になった理由（1991年1月30日号）
- ボクが天使を産んだ理由（1991年8月30日号）
- ボクが吸血鬼だった理由（1991年10月30日号）
- ボクが嘘をついた理由（1991年12月30日号）
- ボクが大統領になった理由（1992年2月29日号）
- ボクがボクを忘れた理由（1992年4月30日号）
- ボクが金メダルをとった理由（1992年6月30日号）
- ボクが名（迷）探偵になった理由（1992年8月30日号）
- わたしが彼に逢った理由（1992年10月30日号）
- ボクがサンタに会った理由（1992年12月30日号）
- ぼくが扉を開けた理由（1993年2月28日号）
- ボクが風邪をひいた理由（1993年4月30日号）
- ボクが天才になった理由 龍三郎、天下御免する。（1993年11月30日号）
- ボクが弟子になった理由 龍三郎、ナワぬけする。（1994年1月30日号）
- ボクがゴミを捨てた理由 龍三郎、波瀾万丈する。（1994年5月30日号）
- ボクが人魚を釣った理由 龍三郎、通販生活する。（1994年7月30日号）
- ボクが謎を解いた理由 龍三郎、遺産相続する。（1994年9月30日号）
- ボクがデートに遅れた理由 龍三郎、百発百中する。（1994年11月30日号）
- ボクが無口になった理由 龍三郎、一攫千金する。（1994年12月30日号）
- ボクがCDになった理由（1995年3月30日号）
- ボクが忍者になった理由 龍三郎、一日一善する。（1995年5月30日号）
- ボクが地獄に落ちた理由 龍三郎、鬼ごっこする。（1996年1月30日号）
- ボクが七不思議を知った理由 龍三郎、接近遭遇する。（1996年12月5日号）
- ボクが大人になった理由 龍三郎、独り旅する。（1997年2月5日号）
- ボクが十番勝負する理由
  - 龍三郎、涙の宇宙日記（1999年8月5日号）
  - 龍三郎、妖しの恐怖日記（1999年10月5日号）
  - 龍三郎、嵐の原始日記（2000年4月5日号）
  - 龍三郎、恋の平安日記（2000年6月5日号）
  - 龍三郎、夢の電脳日記（2000年8月5日号）
  - 龍三郎、麗しの乙女日記（2000年12月5日号）
  - 龍三郎、暁のレース日記（2001年2月5日号）
  - 龍三郎、悟の推理日記（2001年4月5日号）
  - 龍三郎、炎の火消し日記（2001年6月5日号）
  - 龍三郎、心のミラー日記（2001年8月5日号）